# André Cardoso
André Fernando Santos Cardoso Martins, conegut com a André Cardoso (Gondomar, 3 de setembre de 1984 és un ciclista portuguès, professional des del 2006 i actualment a l'equip Trek-Segafredo.
El 27 de juny de 2017 es va notificar que havia donat positiu per EPO en un control fora de competició, a quatre dies de començar el Tour de França de 2017 a on anava a córrer.

## Palmarès
- 2005
  - 1r al Volta a Portugal del Futur i vencedor d'una etapa
- 2011
  - Vencedor d'una etapa de la Volta a Portugal

### Resultats al Giro d'Itàlia
- 2014. 20è de la classificació general
- 2015. 21è de la classificació general
- 2016. 14è de la classificació general

### Resultats a la Volta a Espanya
- 2012. 21è de la classificació general
- 2013. 16è de la classificació general
- 2014. 25è de la classificació general
- 2015. 18è de la classificació general